# Chlorissa prasinata
Chlorissa prasinata là một loài bướm đêm trong họ Geometridae.